# Видовдански процес
Видовдански процес назив је за судски процес одржан на Првостепеном суду у Београду током јануара и фебруара 1922. године, на коме је суђено 15 особа за припрему и извођење атентата на регента Александра Карађорђевића 28. јуна 1921. године.

## Позадина
Југословенска полиција је 1921. године наводно дознала да комунисти из емиграције припремају акцију на Балкану, а да је један од вођа, Иван Матузовић поводом женидбе Александра Карађорђевића изјавио:
Жени се Александар Последњи, али ће му женидба пресести, јер Матузовић још није умро— Иван Матузовић
Два дана уочи атентата, 26. јуна 1921. године, одржана је тајна седница у кући Јулке Швраке, којој су присуствовали неки од извршилаца атентата.
Када се регент Александар Карађорђевић 28. јуна 1921. године враћао са доношења првог Устава Краљевине Срба, Хрвата и Словенаца, познатог као Видовдански устав, свечана поворка, са регентом у краљевским парадним колима, кретала се од Скупштине ка Теразијама.
Тада је комунистички атентатор Спасоје Стејић са трећег спрата зграде Министарства грађевина, где се умешао међу молерске раднике, упалио штапине динамита и бацио их, али је бомба ударила у врх телеграфског дирека и ту експлодирала. Чули су се јауци десетак повређених док су краљевска кола одмицала ка Теразијама, а полиција и жандармерија опкољавале зграду министарства.

## Суђење оптуженима
Суђење комунистима је почело у јануару 1922. године, у великој дворани Првостепеног суда за Београдски округ.

### Оптужени
Оптужено је 15 особа за припрему и извођење атентата. Међу оптуженима су били:
- Спасоје Стејић, првооптужени, припадник "Пелагићеваца"
- Лајош Чаки, главни сарадник, припадник "Пелагићеваца"
- Никола Ковачевић, бивши посланик, припадник "Пелагићеваца"
- Владимир Ћопић, бивши посланик, припадник "Пелагићеваца"
- Филип Филиповић, бивши посланик, организатор више илегалних организација
- Ђуро Салај, бивши посланик, члан ЦК
- Иван Чоловић, члан ЦК
- Живота Милојковић, члан ЦК
- Милош Требињац, бивши посланик
- Ђорђе Станковић
- Јозеф Мојзеш
- Клара Либиш
- Илија Лазаревић
- Јулка Лазаревић, жена Илије Лазаревића
- Јулка Шврака, жена у чијој су се кући тајно састајали
- Имре Береш, оптужен да је учествовао на тајним састанцима код Швраке
- Сава Николић, студент, двоструки агент, сведок-сарадник и "кртица" комуниста у полицији[4]

### Истражни поступак
Ухапшени комунисти су прошли истражни поступак у београдској Главњачи. Оптужени су се жалили на суров истражни поступак, а Лајош Чаки је касније показивао избијени зуб у судници. Неки оптужени су повлачили своја признања, сведочећи да су им изнуђена присилом. Чаки је сведочио да су му у полицији довели Стејића свег крвавог и испребијаног, како би га натерали да потпише изнуђену изјаву. Београдска полиција је демантовала да је иког батинала.

### Суђење
Међу адвокатима су били Драгиша Васић и Триша Кацлеровић. Процес је привукао велику пажњу.
Стејић је у изјави полицији теретио Ћопића, Ковачевића, Филиповића и друге руководиоце да су му наложили да изврши атентат. Но, пред судом је изјавио да је атентат његово дело и да нема саучесника. Касније је порицао атентат, бранећи се да "задржана" бомба значи протест против режима, а никако атентат. Тезу о бомби као "гласном протесту" против "страхота режима" посебно је заступао адвокат одбране Триша Кацлеровић. Он је такође истицао да је то "акт једног комунистичког идеалисте", док се странка увек ограђивала од индивидуалног терора.
Комунистички руководиоци су редом порицали умешаност у атентат. Тврдили су да се они не залагажу за насилно преузимање власти ни терор. Бивши комунистички посланик Ђуро Салај оптужен је да је помогао атентатору Спасоју Стејићу да уђе у Конституанту, али се бранио да није знао за кога гарантује. Бивши посланик Никола Ковачевић, који је заједно са Стејићем био завереник у две илегалне организације (Југословенска комунистичка група у Москви и "Пелагићевци" у земљи), 
порицао је међусобне везе и описао га као даљег познаника.
С друге стране, Тужилаштво је тврдило да су пронађене бомбе, оружје и штампани материјали довољан доказ против комуниста.

### Пресуде
Дана 24. фебруара су прочитане пресуде.
Атентатор Спасоје Стејић, стар 28 година, је осуђен на смрт, али му је казна преиначена на 20 година робије. Он је проглашен кривим и за девет покушаја убиства, јер је 9 људи остало повређено његовом бомбом.
Стејићев сарадник Чаки Лајош је осуђен на 20 година затвора у оковима због саучесништва. Казну је издржавао најпре у затвору у Сремској Митровици, где је пуних седам година провео окован у самици. Умро је затворен у Лепоглави.
Сава Николић је осуђен на 4 године.
Сви оптужени комунистички посланици (њих десеторица: Филип Филиповић, Ђуро Салај, Ћопић, Ковачевић...) су осуђени на по две године робије. Њихова директна умешаност није доказана, али су осуђени као подстрекачи на насилни преврат.
Филип Филиповић и Ђуро Салај су одлежали две године затвора у Пожаревцу.